# Costa Mesa (Kalifornija)
Costa Mesa je grad u američkoj saveznoj državi Kalifornija. Prema popisu stanovništva iz 2010. u njemu je živjelo 109,960 stanovnika.